# OpenSocial

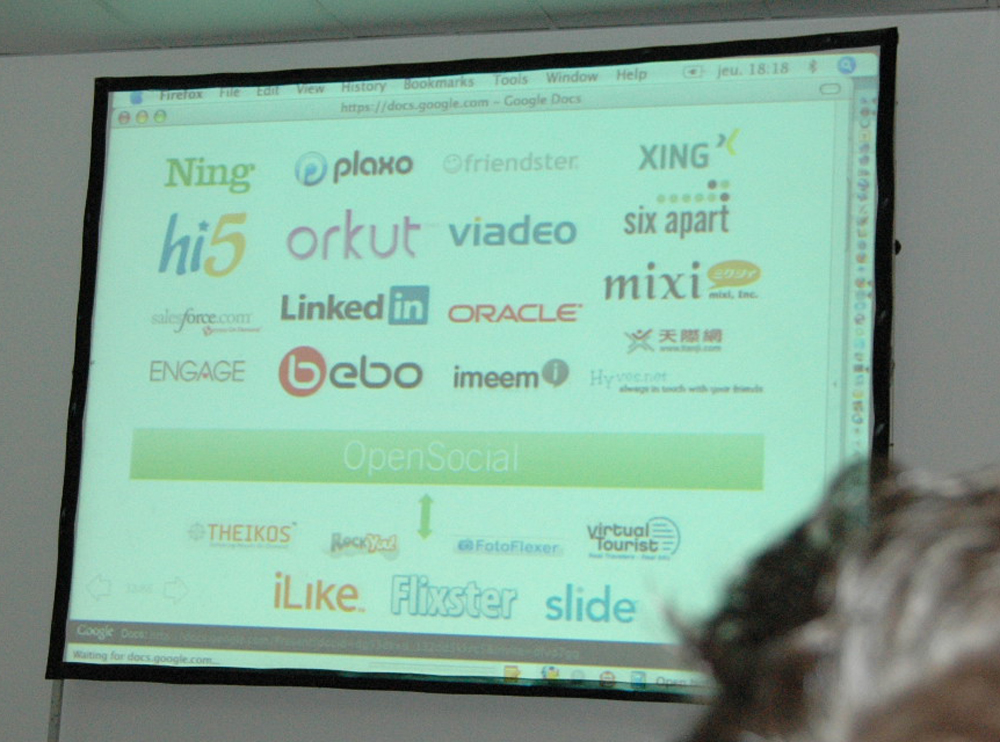
Présentation par Google lors de la première tournée sud-américaine d’OpenSocial.

OpenSocial est un ensemble d'API destinées au réseautage social en ligne développées par Google et annoncées le 1er novembre 2007. Sa principale particularité par rapport à son principal concurrent, Facebook, est son interopérabilité avec les autres réseaux sociaux qui les supportent, comme avec certaines des fonctionnalités de MySpace et de Friendster.

## Historique
À l'origine de ce projet open source, le développeur Brad Fitzpatrick, qui a créé le site web LiveJournal et qui a ensuite développé le protocole OpenID, est destiné à supporter une identité numérique de manière décentralisée.
En août 2008, si l’on additionne tous les réseaux sociaux engagés avec OpenSocial, nous obtenons un total de 350 millions d’utilisateurs.
Depuis janvier 2015 (version OpenSocial 2.5.1), les normes OpenSocial sont discutés au sein du groupe de travail sur le Web social du W3C,.

## Réseaux engagés avec OpenSocial
Hi5 - Orkut - Friendster- Viadeo - MySpace - Netlog - VZ.net (StudiVZ.net, MeinVZ.net, etc.)